# 竜ヶ嵜枩太郎
竜ヶ嵜 枩太郎（りゅうがさき まつたろう、1884年1月20日 - 1947年2月19日）は、現在の千葉県大網白里市四天木出身で阿武松部屋、出羽海部屋に所属した力士。本名は齋藤 松太郎。167cm、90kg。最高位は西小結。

## 経歴
紫雲竜吉之助に見出され入門した。1904年5月初土俵、1909年6月十両昇進。1910年1月入幕し、1913年5月小結に昇進した。ところがそれから不振に陥り、幕内中位から下位に沈み、1918年1月限り廃業。その後は満洲、朝鮮半島で料亭を経営。

## 成績
- 幕内17場所55勝69敗31休15分預

### 場所別成績
| 1904年 （明治37年） | x                           | 東序ノ口31枚目 –       |
| 1905年 （明治38年） | 東序二段47枚目 –            | 東序二段3枚目 –        |
| 1906年 （明治39年） | 番付非掲載 不出場           | 番付非掲載 不出場      |
| 1907年 （明治40年） | 西三段目34枚目 –            | 西三段目筆頭 –         |
| 1908年 （明治41年） | 西幕下41枚目 –              | 西幕下13枚目 –         |
| 1909年 （明治42年） | 西幕下筆頭 3–0 （対十両戦） | 西十両6枚目 3–0 1分1預 |
| 1910年 （明治43年） | 東前頭15枚目 4–3–1 1分1預   | 東前頭9枚目 5–5        |
| 1911年 （明治44年） | 東前頭10枚目 6–1–1 1分1預   | 東前頭筆頭 3–1–5 1預   |
| 1912年 （明治45年） | 西前頭筆頭 3–6 1預          | 東前頭7枚目 4–3 3分    |
| 1913年 （大正2年） | 東前頭4枚目 5–4 1預         | 西小結 0–3–7           |
| 1914年 （大正3年） | 西前頭4枚目 5–4–1           | 東前頭2枚目 2–7 1分    |
| 1915年 （大正4年） | 東前頭9枚目 5–4 1預         | 東前頭6枚目 2–7–1      |
| 1916年 （大正5年） | 東前頭11枚目 1–3–5 1預      | 東前頭16枚目 3–7       |
| 1917年 （大正6年） | 西張出前頭17枚目 0–4–5 1預  | 西前頭17枚目 5–4 1預   |
| 1918年 （大正7年） | 東前頭15枚目 引退 2–3–5     | x                      |
| 各欄の数字は、「勝ち-負け-休場」を示す。 優勝 引退 休場 十両 幕下 三賞：敢=敢闘賞、殊=殊勲賞、技=技能賞 その他：★=金星 番付階級：幕内 - 十両 - 幕下 - 三段目 - 序二段 - 序ノ口 幕内序列：横綱 - 大関 - 関脇 - 小結 - 前頭（「#数字」は各位内の序列） |                             |                        |

- 幕下以下の地位は小島貞二コレクションの番付実物画像による。また当時の幕下以下の星取や勝敗数等の記録については2024年現在相撲レファレンス等のデータベースに登録がないため、幕下以下の勝敗数等は暫定的に対十両戦の分のみを示す。

## 改名
改名歴なし